# Гуцул Юрій Васильович
Юрій Васильович Гуцул (нар. 5 грудня 1979, Борщів, УРСР) — український учитель, тренер, громадсько-політичний діяч. Майстер спорту України з вільної боротьби, суддя міжнародного класу з кросфіту. Голова Борщівської РДА (з 26 травня 2020 по 26 лютого 2021).

## Життєпис
Юрій Гуцул народився 5 грудня 1979 року у місті Борщеві.
Працював викладачем Чортківського державного медичного коледжу, головою Борщівської РДА (2020—2021).
Голова Борщівського районного осередку Національного олімпійського комітету України.